# Hazi Aslanov
Hazi Aslanov (azerbaiyano: Həzi Əhəd oğlu Aslanov, Һəзи Əһəд оғлу Асланов; ruso: Ази Агадович (también Агад оглы, Ахадович, Ахад оглы) Асланов; comúnmente descrito como Azi Aslanov y A. A. Aslanov, 22 de enero de 1910-25 de enero de 1945) fue un general de división azerbaiyano de las tropas blindadas soviéticas durante la Segunda Guerra Mundial. Recibió el título de Héroe de la Unión Soviética en dos ocasiones. El segundo título de Héroe le fue concedido a título póstumo en 1991, por Mijaíl Gorbachov, ante las constantes recomendaciones de Heydar Aliyev.

## Primeros años y servicio antes de la guerra
Hazi Aslanov, que figura en los registros militares como azerbaiyano, nació el 22 de enero de 1910 en Lankaran, Imperio ruso (actual Azerbaiyán). Hijo de un obrero de una fábrica de ladrillos, Aslanov recibió una educación secundaria incompleta. Tras la muerte de su padre en 1923, Aslanov ocupó su puesto en la fábrica de ladrillos de Lankaran, mientras completaba los cursos educativos de Likbez.
Aslanov eligió la carrera militar e ingresó como cadete en la Escuela Militar Preparatoria Transcaucásica de Bakú en octubre de 1924. Tras graduarse en la escuela, fue trasladado a la Escuela de Caballería de Borosoglebsk-Leningrado en agosto de 1929 para recibir formación de mando. Tras su graduación en junio de 1931, Aslanov fue destinado al Distrito Militar Ucraniano, donde comenzó el servicio activo como comandante de pelotón en el 15.º Regimiento de Caballería de la 3.ª División de Caballería, destinado en Berdichev. El servicio en la caballería de Aslanov fue breve, y en agosto fue transferido al mando de un pelotón del 12.º Batallón de Carros Blindados del 2.º Cuerpo de Caballería,comenzando así su carrera en las incipientes fuerzas blindadas del Ejército Rojo. Aslanov fue trasladado por segunda vez ese año, el 12 de diciembre, al mando de un pelotón en los Talleres de Reparación de Vehículos de Járkov.
En junio de 1933, Aslanov fue trasladado a la Compañía de Tanques Separada de la 2.ª División de Fusiles del Cáucaso, donde dirigió un pelotón. Más tarde ascendió a comandante adjunto de equipo y a comandante de compañía en la Compañía de Tanques Separada de la división.Ascendido a teniente superior en 1936, fue aceptado en el Partido Comunista en 1937.
En mayo de 1938, Aslanov fue nombrado jefe de la escuela del Batallón de Tanques Separado de la división, que había pasado a llamarse 60.ª División de Fusiles. El batallón de tanques se había ampliado a partir de la compañía de tanques preexistente. Ascendido a capitán en febrero de 1939, su siguiente destino fue el de comandante adjunto de batallón para unidades de entrenamiento y combate en el 3.er Regimiento de Transporte Motorizado de Entrenamiento en Kiev.En este puesto, participó en la invasión soviética de Polonia con las fuerzas que avanzaban hacia Ucrania occidental y en la ruptura de la Línea Mannerheim durante los combates en el istmo de Carelia en la Guerra de Invierno. En agosto de 1940, fue transferido al mando del Batallón de Transporte Motorizado del 10.º Regimiento de Fusiles Motorizados de la recién creada 10.ª División de Tanques del Distrito Militar Especial de Kiev. Aslanov fue ascendido a mayor en noviembre de 1940.

## Frente Oriental
Tras la invasión alemana de la Unión Soviética, Aslanov dirigió el Batallón de Transporte Motorizado del regimiento en las batallas fronterizas y en la batalla de Kiev. En agosto de 1941, sustituyó al comandante herido de un batallón de tanques. En las encarnizadas batallas cerca de Shostka, Bakhmach y Pyriatyn, sus comandantes de tanques lucharon hasta el último tanque, mientras que Aslanov dirigió personalmente a su batallón en el ataque. En una de estas batallas, Aslanov recibió dos heridas de bala en la pierna derecha y una grave herida de metralla en la cabeza, pero a pesar de estas heridas, siguió luchando. Cuando el batallón perdió todos sus carros de combate, el 25 de agosto fue nombrado comandante adjunto del 10.º Regimiento de Fusileros Motorizados para el equipamiento. En este puesto, luchó en la región de Piriatin, Ojtirka, Bogodújiv y Járkov. Con los oficiales supervivientes, Aslanov pasó a la reserva de personal de mando del Frente Sudoccidental a finales de 1941, y en enero de 1942 fue ascendido a teniente coronel, puesto a disposición del Comandante de las Fuerzas Blindadas y Mecanizadas en Moscú.
Aslanov fue nombrado subcomandante de la 55.ª Brigada de Tanques en febrero, pero no se incorporó a la unidad hasta mayo. Gracias a este retraso evitó la destrucción de la brigada en la batalla de la península de Kerch. La 55.ª Brigada de Tanques fue asignada al 28.º Cuerpo de Tanques y participó en la batalla de Stalingrado. En octubre, la brigada fue reorganizada como el 55.º Regimiento de Tanques Separado, reasignado al 4.º Cuerpo Mecanizado, y Aslanov, por entonces teniente coronel, nombrado su comandante.Aslanov dirigió el regimiento en la contraofensiva soviética de Stalingrado y el 22 de diciembre recibió el título de Héroe de la Unión Soviética. Por su actuación, su regimiento se convirtió en el 41.º Regimiento de Tanques de la Guardia el 26 de diciembre, mientras que el cuerpo pasó a ser el 3.º Cuerpo Mecanizado de la Guardia. El 20 de abril de 1943, el regimiento fue reorganizado como 35.ª Brigada de Tanques de la Guardia, y Aslanov continuó al mando.
Aslanov dirigió la brigada en la ofensiva de Rostov, la ofensiva de Mius y la batalla del Dniéper durante 1943. Por su actuación, Aslanov, por entonces coronel, fue condecorado con la Orden de Alexander Nevsky el 15 de abril y con la Orden de la Bandera Roja el 14 de noviembre. En diciembre, fue enviado a los Cursos Académicos de Perfeccionamiento de Oficiales de la Academia Militar de las Fuerzas Blindadas y Mecanizadas para continuar su formación.
Tras completar los cursos, Aslanov regresó al mando de la 35.ª Brigada de Tanques de la Guardia en abril de 1944, habiendo ascendido a general de división el 13 de marzo. Durante el verano de 1944, Aslanov dirigió la brigada en la Operación Bagration, durante la cual forzó el cruce del Río Berezina el 28 de junio. Con un batallón de subfusileros y un vehículo blindado, Aslanov enlazó con cincuenta partisanos bielorrusos a lo largo de una carretera y penetró en la retaguardia alemana, tomando la ciudad de Pleshchenitsy, lo que abrió el camino para el avance de las fuerzas principales del cuerpo. Continuando la ofensiva, la brigada liberó Vileyka el 2 de julio y Smorgon dos días después. Por su actuación en la operación, Aslanov recibió la segunda Orden de la Bandera Roja el 31 de julio y la Orden de Suvorov, 2.ª clase, el 23 de julio.

El funeral de Hazi Aslanov en Bakú

Posteriormente, Aslanov dirigió la brigada en la ofensiva de Šiauliai, durante la cual tomó Šiauliai y forzó el cruce del Dvina Occidental. Continuó al mando de la brigada en la ofensiva de Riga, la ofensiva de Memel y el bloqueo de la bolsa de Courland. Por su actuación, Aslanov recibió la tercera Orden de la Bandera Roja el 7 de enero de 1945. Durante la ofensiva soviética contra la Bolsa de Curlandia iniciada el 23 de enero, la brigada de Aslanov fue enviada a la acción en el eje de Pauzeri y Ceļmaļi. Al encontrar pantanos infranqueables y campos de minas a lo largo de su ruta de marcha, la brigada llevó a cabo una maniobra de flanqueo hacia la derecha y alcanzó el señorío de Katrīnes, donde encontró una fuerte resistencia alemana que detuvo su avance. A las 11:00 horas del 24 de enero, Aslanov llegó al puesto de mando de la brigada en Dižkrogs, donde poco después fue gravemente herido en la cabeza, el cuello y el pecho por la explosión de un proyectil cercano durante un ataque de artillería contra su puesto de mando.Fue evacuado al Hospital Quirúrgico Móvil de Campaña n.º 4396 de Diždāma, donde falleció el 25 de enero. La brigada de Aslanov fue retirada de combate ese mismo día, tras haber perdido cincuenta carros en dos días de combates. El 27 de enero, Aslanov fue condecorado a título póstumo con la Orden de la Guerra Patria, 1.er grado, por su liderazgo de la brigada.

## Premios y distinciones
Aslanov recibió su primera estrella en 1943 por su actuación en Stalingrado. La segunda debía habérsele concedido por el cruce del río Berezina, por recomendación del General del Ejército Iván Cherniajovski, pero la recibió a título póstumo, 46 años después, el 21 de junio de 1991, tras un llamamiento especial de la intelectualidad azerbaiyana a Mijaíl Gorbachov.Recibió las siguientes condecoraciones:
|  | Dos veces Héroe de la Unión Soviética (22 de diciembre de 1942, 21 June 1991 posthumously)             |
|  | Twice Orden de Lenin (22 de diciembre de 1942, 21 de junio de 1991; póstumo)                           |
|  | Tres veces Orden de la Bandera Roja (14 de noviembre de 1943, 31 de julio de 1944, 7 de enero de 1945) |
|  | Orden de Suvórov, 2.ª clase (22 de julio de 1944)                                                      |
|  | Orden de Alejandro Nevski (15 de abril de 1943)                                                        |
|  | Medalla al Valor (12 de mayo de 1942)                                                                  |
|  | Orden de la Guerra Patria, 1.ª clase (27 de enero de 1945; póstuma)                                    |
|  | Dos veces Orden de la Estrella Roja (29 de junio de 1942, 3 de noviembre de 1944)                      |
|  | Medalla por la Defensa de Stalingrado (1942)                                                           |
|  | Medalla por la Defensa del Cáucaso (1944)                                                              |

Aslanov es conmemorado con monumentos en el Parque Nagorny de Bakú, Lankaran y Vileyka. Hay una lápida con su nombre en Mamayev Kurgan y una estela en el asentamiento de Oktyabrsky, en el óblast de Volgogrado. La nueva estación Hazi Aslanov del metro de Bakú lleva su nombre desde 2002. Una calle de Volgogrado lleva su nombre, así como un camión cisterna y escuelas de Bakú y Volgogrado. Un pueblo de la región de Agstafa lleva su nombre y su casa museo funciona en Lankaran.